# Münchenska secesija
Münchenska secesija (iz latinskega secessio, 'odstop') je ena izmed zvrsti secesije in zaznamuje prvi odhod umetnikov (predvsem slikarjev in arhitektov) z umetniške akademije in iz uradnih umetniških društev v zadnji letih dvajsetega stoletja. Uvedla sta jo galerista Wilhelm Uhde in Franz von Stuck, ki sta zagovarjala potrebo po prenovitvi in modernizaciji umetniškega ustvarjanja. Trdila sta, da umetnik ne more biti vezan na stare nauke, pač pa mora izražati čustva po osebnem okusu. Navdušila sta skoraj sto umetnikov, da so zapustili akademijo, in prepričala več bogatih poslovnežev, da so podvig gmotno podprli. Kljub temu, da münchenski secesionisti niso bili na umetniški ravni dunajskih kolegov, je njihova organizacija bila zelo obsežna in aktivna. To je bila v glavnem zasluga močne denarne podpore, ki so jo umetniki prejemali od dalekovidnih investitorjev.
Pobudniki in prvi člani münchenske secesije so: Ludwig Dill, Hugo von Habermann, Ludwig Herterich, Paul Hoecker, Albert Keller, Bruno Piglhein, Franz von Stuck, Fritz von Uhde in Heinrich Zügel.
Kmalu so se jim pridružili še: Peter Behrens, Lovis Corinth, Adolf Hölzel, Leopold von Kalckreuth, Christian Landenberger, Max Liebermann, Hans Olde, Toni Stadler, Wilhelm Truebner, Viktor Weishaupt.